# Joseph-Auguste Duc
Joseph-Auguste-Melchior Duc (pron. fr. AFI: [ʒozɛf oɡyst mɛlkjɔʁ dyk]), noto localmente come Monseigneur Duc, (Châtillon, 18 febbraio 1835 – Aosta, 12 dicembre 1922) è stato un arcivescovo cattolico e alpinista italiano, ricordato anche come storico della Valle d'Aosta.

## Biografia
Joseph-Auguste Duc è figlio di Claude-François (di fu Pierre-Henri, di François), originario di Châtillon, e di Dauphine-Séraphine Frutaz, originaria di Torgnon. È cugino dei canonici Pierre-Étienne Duc e François-Gabriel Frutaz. Frequenta il collegio Saint-Bénin e il Grand séminaire a Aosta, è ordinato sacerdote il 19 dicembre 1857.
Nominato vescovo di Aosta nel 1872, a soli 37 anni, fu tra i vescovi più giovani della sua epoca e tra i pochi prelati valdostani a capo della diocesi di Aosta. Rimase tale fino al novembre 1907, quando si dimise per lo scandalo seguito ad un furto avvenuto nella cassa diocesana: alla sua nomina a tesoriere di questa cassa per la morte del suo predecessore, Maurice Gerbore, fu scoperto l'ammanco di una notevole cifra; Duc chiese l'intervento del Sant'Uffizio per fare chiarezza sull'accaduto ma fu travolto dalla campagna contro le intemperanze del clero e l'ondata di scandali delle "sottane sporche" portata avanti dalla stampa locale (in particolare del foglio anticlericale Le Mont Blanc, contrapposto a Le Duché d'Aoste) sulla scia di quella nazionale. Seppure del furto si rivelarono colpevoli altri canonici, il Duc duramente colpito dalla stampa preferì ritirarsi a Martigny e solo nel 1916 decise di ritornare ad Aosta.
Joseph-Auguste Duc fu un raffinato scrittore e si interessò anche di politica. Tra i suoi passatempi, figurava la caccia. Fu tra i fondatori del seminario minore (Petit séminaire Saint-Anselme) di Aosta.
Come storico, la sua opera più nota è Histoire de l'Église d'Aoste in 10 volumi, nella quale riporta in maniera dettagliata e ancora ineguagliata la storia della diocesi, dal Medioevo fino al XVIII secolo e per la quale il Papa lo designò arcivescovo titolare di Traianopoli di Rodope nel 1907.
Di rilievo si ricorda anche La langue française en Vallée d'Aoste, sulla storia linguistica locale.
A lui, Joseph-Marie Henry, primo ascensionista della vetta nel 1913, ha intitolato la Punta Joseph-Auguste Duc (2810 m s.l.m.), sulle Alpi Pennine, nella Costiera dell'Aroletta del Gruppo Gelé-Morion nella Catena Gelé-Collon, punta visibile sulla destra orografica del Buthier di Valpelline, nell'alta Valpelline nei pressi del borgo di Bionaz.

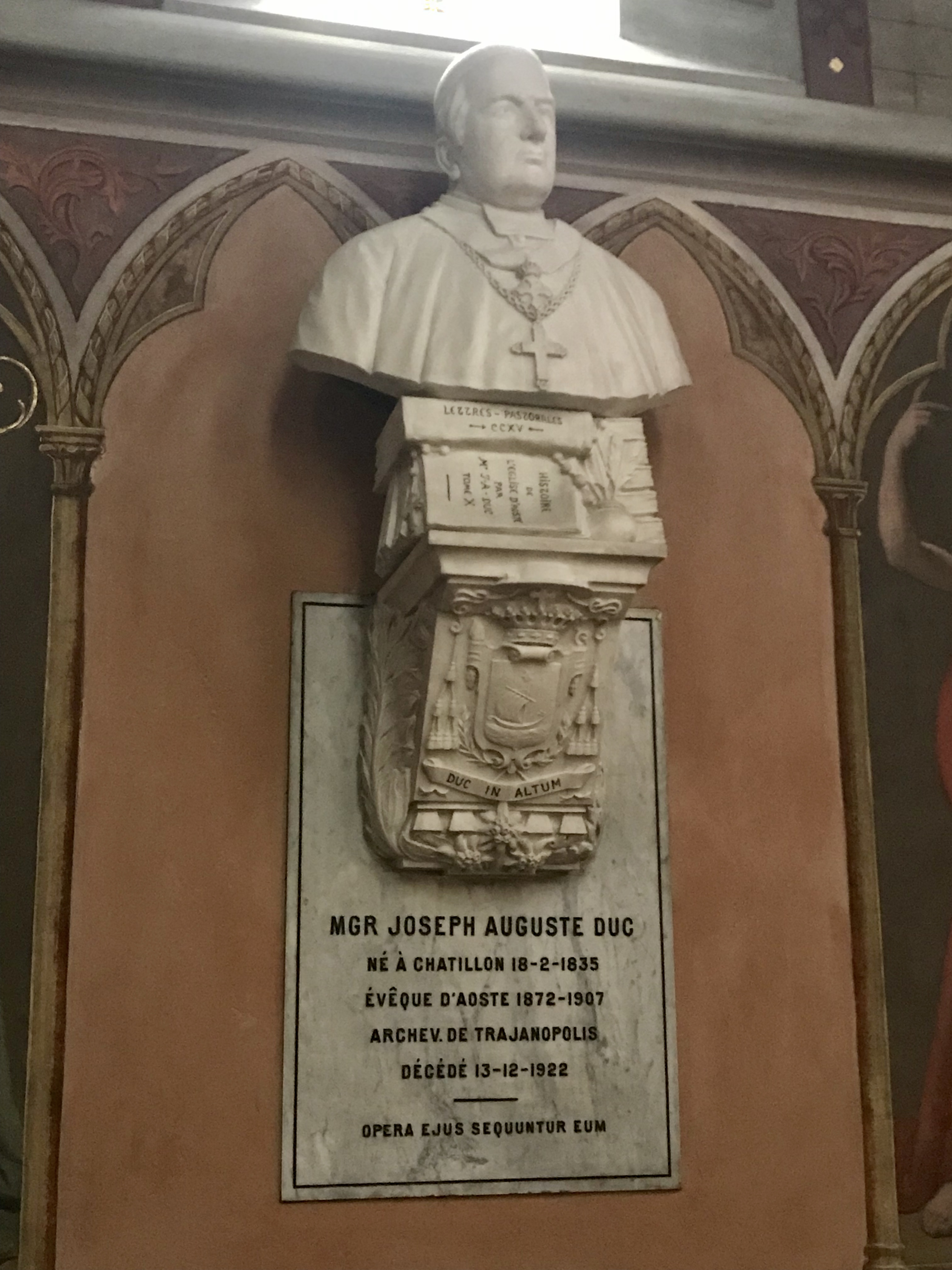
Busto di M^{gr} Duc alla cattedrale di Aosta.

## Opere
- Histoire de l'Église d'Aoste, Aoste: Imprimerie Catholique, 1901.
- La langue française en Vallée d'Aoste.

## Genealogia episcopale
La genealogia episcopale è:
- Cardinale Scipione Rebiba
- Cardinale Giulio Antonio Santori
- Cardinale Girolamo Bernerio, O.P.
- Arcivescovo Galeazzo Sanvitale
- Cardinale Ludovico Ludovisi
- Cardinale Luigi Caetani
- Cardinale Ulderico Carpegna
- Cardinale Paluzzo Paluzzi Altieri degli Albertoni
- Papa Benedetto XIII
- Papa Benedetto XIV
- Papa Clemente XIII
- Cardinale Bernardino Giraud
- Cardinale Alessandro Mattei
- Cardinale Pietro Francesco Galleffi
- Cardinale Giacomo Filippo Fransoni
- Arcivescovo Alessandro Riccardi di Netro
- Arcivescovo Lorenzo Gastaldi
- Arcivescovo Joseph-Auguste Duc